# Diasporus tinker
Diasporus tinker é uma espécie de anfíbio  da família Eleutherodactylidae.
É endémica da Colômbia.
Os seus habitats naturais são: regiões subtropicais ou tropicais húmidas de alta altitude, plantações , jardins rurais e florestas secundárias altamente degradadas.